# Калпаїн-2
Калпаїн-2 ( КФ 3.4.22.53, активована кальцієм нейтральна протеаза II, м-калпаїн, мілікалпаїн ) -  внутрішньоклітинна гетеродимерна кальцій-активована цистеїнова протеаза.   Цей фермент каталізує наступну хімічну реакцію
Широка ендопептидазна специфічність
Цей фермент належить до сімейства пептидаз С2. Один з 15 білків сімейства калпаїнів. 

## Структура
Калпаїн-2 є гетеродимером каталітичної субодиниці, кодованої геном CAPN2, та регуляторної субодиниці CAPNS1.    Каталітична субодиниця складається з чотирьох доменів: домену протеазного ядра 1 (PC1), домену протеазного ядра 2 (PC2), бета-сендвіч-подібного домену типу калпаїну (CBSW) та пента-EF-домену (PEF (L)).  Каталітичний сайт утворюється між PC1 та PC2 при приєднанні двох атомів кальцію до них.  Каталітична тріада складається із амінокислот C105, H262 і N286. Варто звернути увагу, що CAPN2 також містить N-кінцеву якірну спіраль, яка, однак, відщеплюється при активації протеази.  Вважається, що ця спіраль відіграє певну роль у регуляції каталітичної активності.
Регуляторна субодиниця складається з двох доменів: домену багатого на гліцин (GR), і домену пента-EF-рук (PEF(S))  . Взаємодія між PEF(S) та PEF(L) через неспарений мотив EF-руки спричиняє димеризацію двох субодиниць. Гетеродимер калпаїну-2 дуже гомологічний калпаїну-1, який утворений каталітичною субодиницею CAPN1 та регуляторною субодиницею CAPNS1. 

## Властивості
Не існує відомої консенсусної послідовності для протеолізу калпаїном-2, але є дані про понад 130 потенційних субстратів.  Протеолітичне розщеплення калпаїном-2 регулюється наявністю іонів Са 2+. Для активації калпаїну-2 потрібна низька мілімолярна концентрація Са 2+.  Внутрішньоклітинної концентрації Са 2+ (приблизно 100 нМ)  недостатньо для активації цього ферменту, тому активація відбувається при надходженні іонів із позаклітинного простору або з ендоплазматичної мембрани. Крім того, калпаїн-1/2 можна інгібувати калпастатином (що кодується геном CAST), який зв'язується з доменами PEF каталітичної та регуляторної субодиниць калпаїну-1/2 і стерично перешкоджає зв'язуванню субстрату з активним сайтом. 

## Калпаїн-2 і рак
Підвищений рівень білка калпаїну-2 у канині пухлини корелює з підвищеною агресивністю раку.   Вважається, що механізм впливу калпаїн на агресивність раку полягає у протеолізі субстратів, що беруть участь у міграції клітин, проникненню в базову мембрану та в чутливості до хіміотерапії.   

## Номенклатура домену
Раніша номенклатура використовувала римські цифри для позначення доменів калпаїну-2, починаючи з N-кінця CAPN2 і закінчуючи C-кінцем CAPNS1. Наприклад, PEF(L) та PEF(S) позначалися як Домен IV та Домен VI, відповідно. 

## Дивись також
- Дослідницький портал Calpain [Архівовано 18 грудня 2021 у Wayback Machine.]
- CAPN2
- Кристалічна будова людського калпаїну-2 [Архівовано 27 січня 2022 у Wayback Machine.]